# Obliwice
Obliwice (kaszb. Òblëwice, niem. Obliwitz) – osada kaszubska w Polsce położona w województwie pomorskim, w powiecie lęborskim, w gminie Nowa Wieś Lęborska przy PKP Obliwice-zawieszonej obecnie linii kolejowej (Lębork-Choczewo-Wejherowo). Miejscowość leży na Nordzie.

## Historia

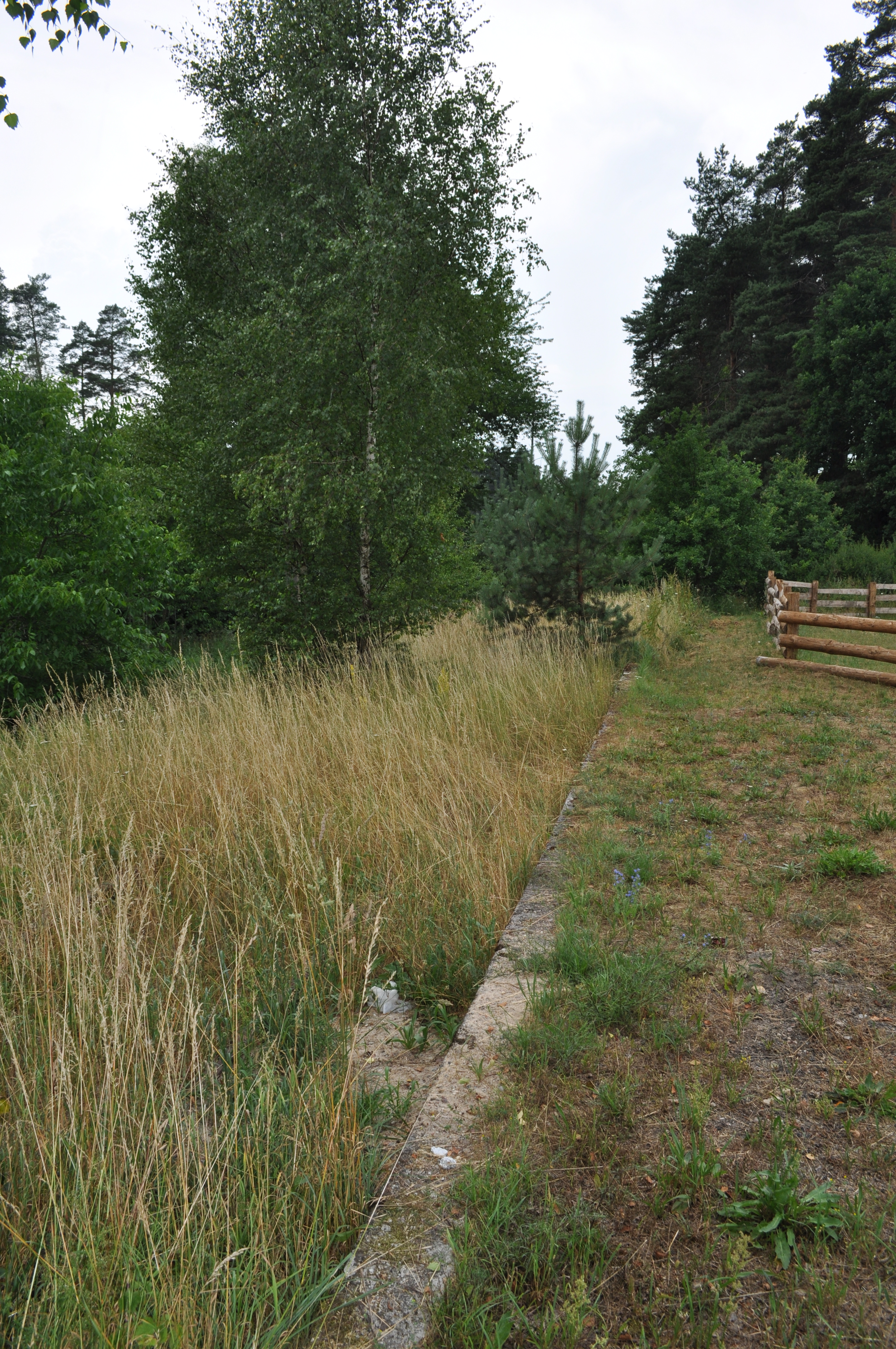
Pozostałości peronów w Obliwicach

Obliwice zapisane były w prawach niemieckich już w 1374 r. Około roku 1380 Walpold von Bassenheim będący komturem gdańskim wypisał pewien dokument, w którym nadał Vicke 4 z 400 tzw. łanów wioski. W dokumencie z 1658 r. wymieniana jest jako część dóbr królewskich i nazywana chłopską. W 1893 r. w Obliwicach odnaleziono tzw. urnę domową. Były tam groby skrzynkowe z popielnicami z „cmentarzyska ludności kultury pomorskiej”. Oprócz Obliwic takie urny znaleziono także w miejscowości Witków (pow.wejherowski). Majątek rycerski „Obliwice” kupił w 1911 r. Bruno Holtz (właściciel wioski do 1945). Przed wkroczeniem Rosjan Holtzowie zatroszczyli się o córki. Każda z nich trafiła inną drogą do ciotki mieszkającej w Sonnenberg.
W latach 1975–1998 miejscowość administracyjnie należała do województwa słupskiego.
Wokół wsi rozpościerają się lasy, przy których rozdrożach wyświęconych jest mnóstwo obelisków np. Jana Pawła ll, Jurajski park, Historyczna Stacja PKP Obliwice, Łyse Góry, pamięci Piotra Gładkiego, Polonusa i wiele innych.
Od 1983 r. regularnie odbywa się tu „Ogólnopolski Bieg Przełajowy o „Puchar Leśny” Pamięci Tomasza Hopfera” wraz Międzynarodową Milą ROL LAND Obliwice pamięci Piotra Gładkiego. Gromadzi on bardzo wielu sportowców i kibiców z całego powiatu. Dawniej w Obliwicach odbywał się także maraton. Od wielu lat w lesie obok tzw. „czarnego stawku” stoi zadaszona wiata wraz z ławeczkami i paleniskiem. To właśnie tam odbywają się biegi.
„Łabędzi Staw” gromadzi bardzo wielu wędkarzy. Po odnowieniu w 2017 roku, kiedyś cieszącego się popularnością, stawu zamontowano: ławki, śmietniki, zasadzono drzewka, oczyszczono i pogłębiono brzeg, zbudowano wiatę wraz z mieszczącym się obok paleniskiem.

## Zabytki
W miejscowości znajduje się zabytkowy cmentarz ewangelicki, będący pod opieką Gminnego Ośrodka Kultury w Nowej Wsi Lęborskiej, na którym postawiona jest kapliczka z wizerunkiem Matki Boskiej Obliwickiej, „Obelisk polonusa” i „Tablica pamięci ofiar Smoleńska”. Ponadto istnieje zabytkowy dworek wyremontowany w latach 70. XX wieku, wokół którego rośnie mnóstwo starych drzew. Dwór został sprywatyzowany, dawniej znajdowały się w nim biura PGR, przedszkole, stołówka i świetlica wiejska.